# Andrés Montero (escritor)
Andrés Jesús Montero Labbé (Santiago de Chile, 1990) es un escritor y narrador oral chileno, autor de diversos libros para lectores juveniles y adultos. Ha sido publicado en Chile, Argentina, México, España, Italia y Dinamarca.
Ha sido reconocido en diversos concursos literarios, entre los que destacan el X Premio Iberoamericano de Novela Elena Poniatowska por "Tony Ninguno". Asimismo, ha recibido el Premio Marta Brunet, otorgado por el Ministerio de las Culturas, las Artes y el Patrimonio de Chile, por su novela "Alguien toca la puerta". Este galardón se suma a dos Premios Municipales de Literatura de Santiago, uno en 2017 en la categoría "Literatura infantil" por "Alguien toca la puerta" y otro en 2022 en la categoría "Cuento" por "La muerte viene estilando". También ha sido finalista en el Premio Clarín de Novela, en Argentina.
Es miembro cofundador, junto a la periodista Nicole Castillo, de La Matrioska, compañía de cuentacuentos profesionales y productora cultural dedicada al arte de contar, difundir y rescatar historias, y director de la Escuela de Literatura y Oralidad "Casa Contada".

## Obra
- 2012: La inútil perfección y otros cuentos sepiosos. LOM Ediciones
- 2016: Alguien toca la puerta: leyendas chilenas (Novela juvenil). SM
- 2016: Tony Ninguno. La Pollera
- 2018: En el horizonte se dibuja un barco (Novela juvenil). SM
- 2019: Taguada. Sudamericana
- 2020: Por qué contar cuentos en el siglo XXI. Casa contada
- 2020: Tres noches en la escuela (Novela juvenil). SM
- 2021: La muerte viene estilando. La Pollera
- 2023: Bestiario de Chile (Ilustrado por Diego Donoso). SM
- 2024: El año en que hablamos con el mar. La Pollera
- 2025: Taguada. La Pollera